# Postsolenobia
Postsolenobia är ett släkte av fjärilar. Postsolenobia ingår i familjen säckspinnare.
Kladogram enligt Catalogue of Life:
| Postsolenobia | \| \| Postsolenobia banatica \| \| \| \| \| \| Postsolenobia thomanni \| \| \| \| |
|               | \| \| Postsolenobia banatica \| \| \| \| \| \| Postsolenobia thomanni \| \| \| \| |
|               | Postsolenobia banatica                                                            |
|               |                                                                                   |
|               | Postsolenobia thomanni                                                            |
|               |                                                                                   |